# Звеглевицы
Звеглевицы — деревня в Верховажском районе Вологодской области.
Входит в состав Нижне-Важского сельского поселения (до 2015 года входила в Наумовское сельское поселение), с точки зрения административно-территориального деления — в Наумовский сельсовет.
Расстояние по автодороге до районного центра Верховажья — 17,6 км, до центра муниципального образования Наумихи — 19,5 км. Ближайшие населённые пункты — Вороновская, Безымянная, Горка, Истопочная.
По переписи 2002 года население — 15 человек.